# ГЕС Гранд-Поубара
ГЕС Гранд-Поубара (Поубара III) — гідроелектростанція у Габоні, яка разом з ГЕС Поубара I та II використовує енергетичні ресурси річки Огове (впадає в Атлантичний океан південніше від Порт-Жантіль).
За 20 км від міста Франсвіль на Огове є водоспади Поубара, які ще у 20-му столітті обрали для розміщення двох ГЕС загальною потужністю 38 МВт. В кінці 2000-х вирішили використати гідроенергетичні ресурси цієї ділянки річки шляхом спорудження найпотужнішої на той момент станції Габону. Обрана для Гранд-Поубара дериваційна схема передбачає відведення води вище від перших двох станцій та подачу її по тунелю довжиною 3,4 км та діаметром 7 метрів до машинного залу, розташованого вже нижче по течії від Поубара I та II.
Накопичення ресурсу для роботи нової станції забезпечується гравітаційною греблею висотою 37 метрів та довжиною 120 метрів, спорудженою за технологією ущільненого котком бетону (roller compacted concrete dam). Її товщина по гребеню становить 4,6 метра, по основі — 24,5 метра, при цьому на спорудження витратили 52 тис. м3 матеріалу. З урахуванням бічних земляних ділянок загальна довжина греблі становить 300 метрів. Ця споруда утримує водосховище площею поверхні 60 км2 із об'ємом 800 млн м3 (корисний об'єм 560 млн м3).
Машинний зал обладнано чотирма турбінами типу Френсіс потужністю по 40 МВт, які при напорі у 94 метри забезпечують річне виробництво на рівні 1,2 млрд кВт-год електроенергії.
Вартість проекту Гранд-Поубара становила 400 млн доларів США. Фінансування проекту здійснювалось урядом Китаю, а будівельні роботи провадила корпорація Sinohydro.
Видача продукції відбувається по ЛЕП довжиною 62 км до Моанди (працює під напругою 225 кВ) та довжиною 21 км до Франсвіля (працює під напругою 115 кВ).
Існують плани збільшити в майбутньому потужність станції до 280 МВт.